# س. إس. أدلر
س. إس. أدلر (بالإنجليزية: C. S. Adler)‏ هي كاتِبة وكاتبة للأطفال أمريكية، ولدت في 23 فبراير 1932.